# En skandale i Bøhmen
En skandale i Bøhmen var den første af den skotske forfatter Sir Arthur Conan Doyles 56 noveller om den verdensberømte mesterdetektiv Sherlock Holmes. Historien blev udgivet i 1891 i The Strand Magazine og er illustreret af Sidney Paget, som har beriget størstedelen af Doyles historier med sine ikoniske blyantstegninger af Sherlock Holmes, hans trofaste ven og biograf, Dr. Watson, og deres mange klienter.

## Plot
En maskeret mand opsøger en aften Sherlock Holmes og har desperat brug for hans hjælp – han ønsker bare ikke at afsløre sin identitet, derfor masken. Holmes har dog tidligere på dagen modtaget et brev fra denne mand, og det er blandt andet derfor, at han hurtigt er i stand til at afsløre, at hans hemmelighedsfulde klient i virkeligheden er selveste Wilhelm Gottsreich Sigismond von Ormstein, kommende kongen af Bøhmen.
Kongen begynder straks at fortælle Holmes om den uheldige situation, han befinder sig i. Han skal giftes med den skandinaviske konges datter, men en gammel flamme, operasangerinden Irene Adler, truer med at offentliggøre et vovet fotografi af hende og kongen, som blev taget for mange år siden, da de to i al hemmelighed var forelsket. Offentliggørelsen af dette fotografi ville ødelægge konges gode rygte samt umuliggøre hans kommende ægteskab. Han har tidligere forsøgt at betale Irene Adler for at tilbageholde fotografiet, men hun ønsker ikke at tage imod pengene. Heller ikke gentagne forsøg på at stjæle fotografiet fra hendes hjem er lykkedes, så Sherlock Holmes sættes på sagen.
Først går Holmes undercover som staldkarl i området omkring Irene Adlers hus for at lære hendes omgangskreds samt daglige rutine at kende. Han planlægger nemlig en snedig måde, hvorpå han kan få hende til at afsløre det sted, hvor fotografiet ligger gemt. Undervejs, og stadig i forklædning, ender Holmes dog uventet og rent tilfældigt som vidne til Irene Adler og advokaten Godfrey Nortons bryllup.
Samme aften, med vanlig hjælp fra Watson og endnu en famøs forklædning, denne gang som gammel præst, lykkedes Holmes' plan da også til fulde. En gruppe slyngler truer og generer Irene Adler, da hun ankommer til sit hus, og Holmes træder til for at hjælpe hende. I forsøget herpå lader han som om, han kommer til skade, og Irene Adler får straks hjælp til at bringe ham ind i huset, så han kan komme sig. Hun er meget taknemlig over, at denne gamle, rare præst ville redde hende fra slynglerne – hvad hun ikke ved er, at hun er ved at blive taget ved næsen. På Holmes' kommando kaster Watson nemlig et kanonslag ind gennem vinduet ude fra haven, og Holmes slår straks alarm ved at råbe: "Brand! Brand!" Instinktivt farer Irene Adler hen til et hemmeligt gemmested i væggen for at redde det værdigfulde fotografi fra flammerne, alt imens Holmes forsikrer hende, at det blot var falsk alarm. Men han nåede lige netop at se, hvor hun gemte fotografiet!
Næste dag ankommer Holmes, Watson og kongen til Irene Adlers hus for at afhente fotografiet – men Adler er rejst, og fotografiet har hun taget med sig. På snedigste vis, og til Holmes' meget store overraskelse, gennemskuede hun hans plan, hvilket hun beretter om i det brev, hun har efterladt i det hemmelige rum i væggen, hvor fotografiet før lå gemt. Her ligger dog nu et andet, smukt indrammet fotografi, nemlig et af hende selv i aftenkjole. I brevet fortæller hun også, at kongen ikke behøver frygte en skandale – hun elsker og er elsket af en bedre mand end ham. Stik modsat Holmes er kongen meget tilfreds med resultatet og tilbyder Holmes en belønning for sit grundige arbejde, men Holmes vil ikke have penge. Han er overvældet og meget imponeret af Irene Adlers intelligens, og han vil helle have lov til at beholde hendes fotografi.

## Kommentarer
En skandale i Bøhmen er en af de mest kendte historier om Sherlock Holmes og også en af de mest omdiskuterede blandt fans af Doyles mesterdetektiv. Først og fremmest er historien interessant, fordi Holmes for første og sidste gang i sin karriere bliver gennemskuet og fejler – heldigvis uden at det får konsekvenser for hans klient. Og ikke nok med, at Holmes' plan ikke lykkedes – den ødelægges oven i købet af en kvinde!
En anden grund til historiens berømmelse er Holmes' beundring for Irene Adler. Holmes er kendt for at være blottet for følelser hvad angår kvinder. Watson, der som bekendt er fortælleren i alle Sherlock Holmes-historierne, understregede da også, at Holmes på ingen måde var tiltrukket af eller forelsket i Irene Adler, men at han blot beundrede hendes intelligens – en af de egenskaber i et menneske, som Holmes sætter størst pris på. Alligevel er det et spørgsmål, som ivrige fans af historierne elsker at tage op til diskussion igen og igen, for Holmes gemmer jo som nævnt fotografiet af Adler i sin skuffe. Og den mønt, som hun gav ham, da han i forklædning som staldkarl trådte til og var vidne til hendes bryllup, så hun kunne blive gift, inden det var for sent, hænger han i kæden på sit lommeur og kalder det "sin souvenir". Han giver hendes også den ærefulde titel "THE Woman".
I historiens indledning fortæller Watson, at Holmes efter denne episode aldrig omtalte Irene Adler på anden vis end som "THE Woman". Når hun nævnes i de senere Sherlock Holmes-historier, kaldes hun dog alligevel altid ved sit rigtige navn. Mange fans tolker slet og ret dette som en fejl og forglemmelse fra Doyles side.
En skandale i Bøhmen rummer også et af de mest kendte citater fra historierne om Sherlock Holmes – nemlig Holmes, der kærligt siger til Watson: "I am lost without my Boswell".

## TV
En skandale i Bøhmen, og især karakteren Irene Adler, refereres ofte til i de mange filmatiseringer af Sherlock Holmes-historierne, men historien som sådan er ellers stort set ikke blevet bearbejdet til film og TV. Kun en enkel version er det blevet til, nemlig Granada Televisions første afsnit i deres fire sæsoner lange TV-serie, og denne blev da også modtaget med stor succes både i Europa og USA. Dette skyldes både Granadas mission om at være tro mod Doyles originale historier og dialoger samt de fantastiske skuespillerpræstationer leveret af Jeremy Brett (som Sherlock Holmes) og David Burke (som Dr. Watson).
Også i den seneste filmversion af Sherlock Holmes, Hollywood-produktionen med Robert Downey Jr. og Jude Law, optræder Irene Adler som en af de store hovedroller i filmen samt i dennes efterfølger. Det smukt indrammede fotografi af Irene Adler, som Sherlock Holmes beholder for eftertiden, er også at finde i denne filmversion, mens den originale historie samtidig, og på en spændende måde, er blevet fordrejet således, at det er Irene Adler, der er forelsket i Holmes, og ikke omvendt.